# لاوریا
لاوریا (به ایتالیایی: Lauria) یک کومونه در ایتالیا است که در استان پوتنزا واقع شده‌است.

## خصوصیات
لاوریا ۱۷۵ کیلومترمربع مساحت و ۱۲٬۹۱۹ نفر جمعیت دارد و ۴۳۰ متر بالاتر از سطح دریا واقع شده‌است.